# Лісний сільський округ (Сандиктауський район)
Лісни́й сільський округ (каз. Лесное ауылдық округі, рос. Лесной сельский округ) — адміністративна одиниця у складі Сандиктауського району Акмолинської області Казахстану. Адміністративний центр — село Лісне.
Населення — 1289 осіб (2021; 1514 у 2009, 1858 у 1999, 2367 у 1989).
Станом на 1989 рік існувала Лісна сільська рада (села Бистрімовка, Граниковка, Каховка, Круті Горки, Лісне, Михайловка, Річне). Село Каховка було ліквідоване 2000 року, село Круті Горки — 2006 року.

## Склад
До складу округу входять такі населені пункти:
| Населений пункт     | Населення, осіб (1989) | Населення, осіб (1999) | Населення, осіб (2009) | Населення, осіб (2021) |
| ------------------- | ---------------------- | ---------------------- | ---------------------- | ---------------------- |
| Бистрімовка, село   | 369                    | 266                    | 178                    | 141                    |
| Граниковка, село    | 218                    | 151                    | 100                    | 43                     |
| Каховка, село       | 25                     | 0                      | -                      | -                      |
| Лісне, село         | 1050                   | 809                    | 750                    | 685                    |
| --Круті Горки, село | 18                     | 20                     | -                      | 2                      |
| Михайловка, село    | 394                    | 374                    | 282                    | 238                    |
| Річне, село         | 293                    | 238                    | 204                    | 180                    |